# Oenopota bergensis
Oenopota bergensis är en snäckart som först beskrevs av Friele 1886.  Oenopota bergensis ingår i släktet Oenopota och familjen kägelsnäckor. Inga underarter finns listade i Catalogue of Life.